# 林焕廷

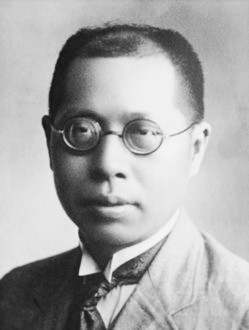

林焕廷（1881年—1933年），名业明，字焕廷，以字行，广东顺德人。中国民主革命家，中华民国政治人物。

## 生平
1907年，林焕廷加入中国同盟会，任安南（今越南）支部主盟人。他曾参加镇南关之役、钦廉上思之役、戊申河口之役。失败后，他赴南洋宣传革命。1911年，他返回海防，购买运输枪械以支援黄花岗之役。
中华民国成立后，他曾经在香港创办《真报》、《黄花三日》刊，反对广东军阀龙济光。1918年，他创办华强书局、民智书局于上海。1923年，他担任中国国民党本部财政部长。后来他曾任孙中山的葬事筹备委员会常务委员，负责财务，管理中山陵建设经费。1933年秋，他在上海寓所病逝。